# فرودگاه ایگل نست (ویرجینیا)
فرودگاه ایگل نست (ویرجینیا) (به انگلیسی: Eagle's Nest Airport (Virginia)) یک فرودگاه همگانی بهره‌برداری هوایی است که یک باند فرود آسفالت دارد و طول باند آن ۶۱۲ متر است. این فرودگاه در کشور ایالات متحده آمریکا قرار دارد و در ارتفاع ۴۳۸ متری از سطح دریا واقع شده است.